# شيبرد كلارك
شيبرد كلارك (بالإنجليزية: Shepherd Clark)‏ هو متزلج فني أمريكي، ولد في 1 مارس 1971 في أتلانتا في الولايات المتحدة.

## وصلات خارجية
- شيبرد كلارك على موقع الاتحاد الدولي للتزلج (الإنجليزية)